# Перевісьє (присілок, Атюр'євський район)
Переві́сьє (рос. Перевесье, ерз. Перевесье) — присілок у складі Атюр'євського району Мордовії, Росія. Входить до складу Атюр'євського сільського поселення.
Населення — 47 осіб (2010; 47 у 2002).
Національний склад станом на 2002 рік:
- росіяни — 72 %
- мордва — 28 %